# Plattlånke
Plattlånke (Callitriche platycarpa) är en grobladsväxtart som beskrevs av Kütz.. Enligt Catalogue of Life ingår Plattlånke i släktet lånkar och familjen grobladsväxter, men enligt Dyntaxa är tillhörigheten istället släktet lånkar och familjen grobladsväxter. IUCN kategoriserar arten globalt som livskraftig. Arten är reproducerande i Sverige. Inga underarter finns listade i Catalogue of Life.

## Bildgalleri

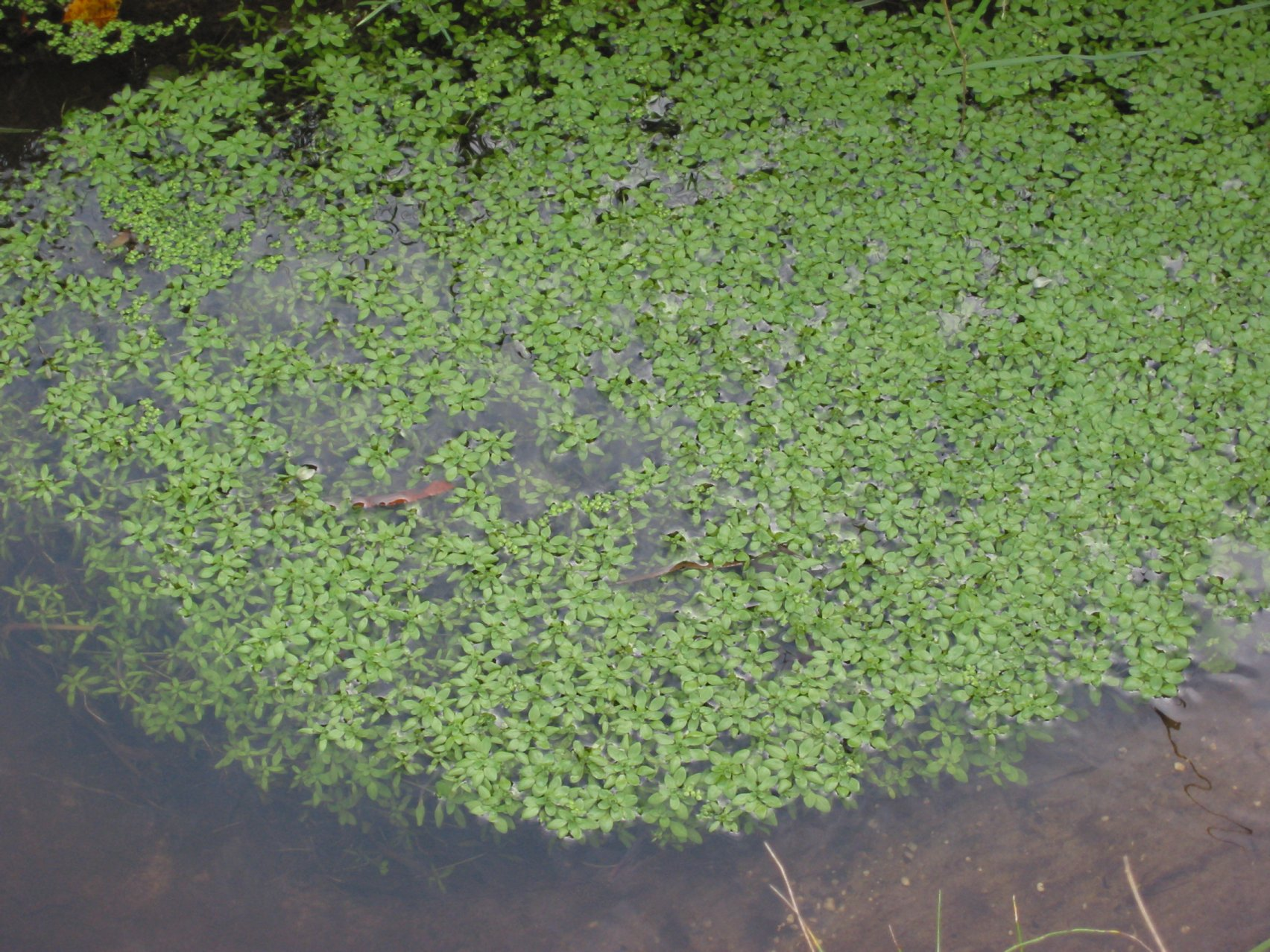
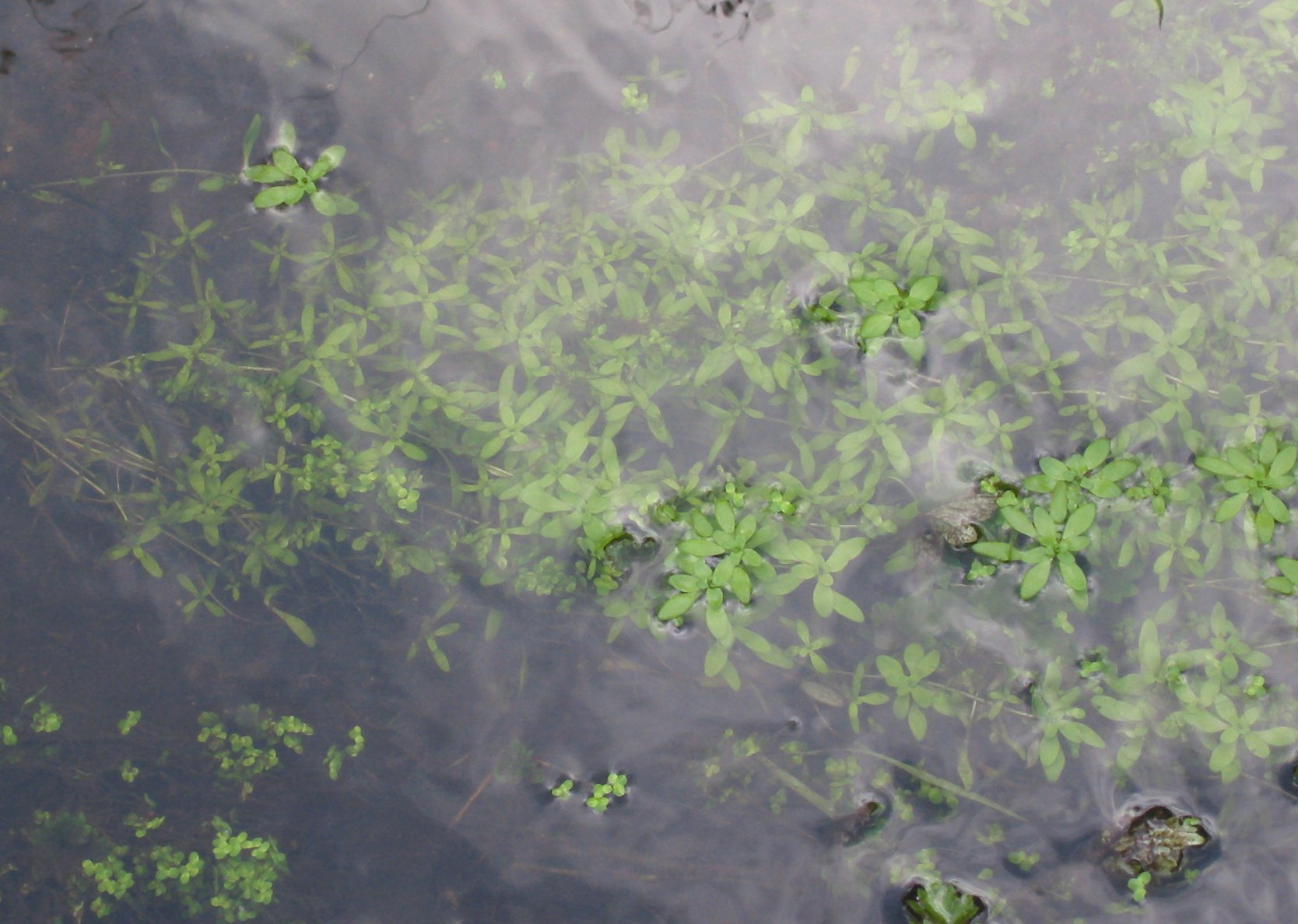